# Rhaphiptera melzeri
Rhaphiptera melzeri là một loài bọ cánh cứng trong họ Cerambycidae.